# Cappella Marciana
La Chapelle musicale de la basilique patriarcale de Saint-Marc, plus connue sous le nom de Cappella Marciana est le célèbre chœur de la basilique Saint-Marc de Venise, et il est considéré comme un des deux chœurs liturgiques historiquement les plus importants d'Italie, avec celui de la chapelle Sixtine de Rome.

## Historique

### Période ducale
Active depuis le XIVe siècle, en 1403, la Capella est également devenue école de musique par la volonté du Sénat de Venise, avec la tâche confiée au chef de chœur de former au chant aussi bien les religieux que les séminaristes. Elle est appelée chapelle ducale, car la basilique de Saint-Marc est l'église du Palais des Doges, son nom officiel étant « Serenissima cappella ducale di San Marco ».
Durant cette période, la cappella Marciana était l'une des plus importantes institutions musicales de l'époque, et est devenue la force motrice à la tête de la glorieuse « école vénitienne ». Ici est né le style que l'on nomme polychoral, sous la direction de maîtres célèbres tels que Andrea et Giovanni Gabrieli, Gioseffo Zarlino, Giovanni Legrenzi ou Claudio Monteverdi. Aux voix se sont joints les instruments et le style est devenu de plus en plus concertato. Cette tendance qui née à Venise, s'est ensuite propagée au reste du monde catholique.
Le XVIIIe siècle a confirmé le prestige de la formation, car la direction a été confiée à des personnalités telles qu'Antonio Lotti ou Baldassarre Galuppi.

### Période patriarcale
Avec la chute de la Sérénissime, la cathédrale a été déplacée à Saint-Marc, la Marciana est devenue cappella patriarcale, et prend son nom actuel, mais la nouvelle direction n'a pas été toujours généreuse envers cette ancienne et glorieuse institution: l'orchestre a été réduit progressivement jusqu'à disparaître à la fin du siècle et la chapelle a été privée de voix aiguës.
En 1890 a été ajouté un ensemble de voix blanches, reprenant la tradition des premiers siècles, pour permettre l'exécution de l'ancienne musique du seizième siècle. Cet ensemble a été supprimé en 1960.
Fructueuse, cependant, a été la période du mouvement cécilien, au tournant du siècle, qui a vu à Venise, autour de la basilique, certains des principaux protagonistes de cette époque, y compris le Cardinal Giuseppe Sarto (qui était patriarche de Venise entre 1893 et 1903, lorsqu'il a été élu pape Pie X), être toujours sensibles à la musique sacrée. En cette période entre les directeurs et organistes, on trouve des personnalités comme Giovanni Tebaldini, Lorenzo Perosi, Oreste Ravanello et Matteo Tosi.

### La chapelle aujourd'hui
Depuis 2000, le premier maître de chapelle est Marco Gemmani. Le premier organiste est Alvise Mason depuis 2021.
En 2002 sont nés les solistes de la Cappella Marciana qui chantent également indépendamment de la chapelle et se consacrent notamment au concert.

### Activités
Aujourd'hui la Cappella Marciana est présente lors des liturgies solennelles du Chapitre (chaque dimanche à 10h00) et messes pontificales célébrées par le patriarche de Venise.
Au cours des dernières années la Cappella Marciana propose des liturgies dans la grande tradition de la musique vénitienne y compris - quelque chose d'unique dans le monde - le répertoire polychoral joué dans les dispositions initiales et l'espace qui ont inspiré les grands auteurs - Andrea et Giovanni Gabrieli, Giovanni Croce, Baldassarre Galuppi et d'autres - pour leurs compositions.
Suivant le service de l'église de la musique, la cappella joue soit avec l'effectif complet, soit avec un effectif réduit, en particulier avec l'utilisation de ses solistes.
En 2014, la Cappella Marciana après des siècles, a relancé pour la fête de Saint-Marc des œuvres de Giovanni Gabrieli à 12 voix, chantées par trois chœurs séparés comme le Kyrie, le Gloria et le Sanctus tirés des Sacræ symphoniæ publiées en 1597.

## Personnalités

### Maestri di Cappella
- Johannes de Quadris (1463-1491)
- Pietro de Fossis (1491-1527)
- Adrien Willaert (1527-1563)
- Cipriano de Rore (1563-1565)
- Gioseffo Zarlino (1565-1590)
- Baldassare Donato (1590-1605)
- Giovanni Croce (1605-1609)
- Giulio Cesare Martinengo (1609-1613)
- Claudio Monteverdi (1613-1644)
- Giovanni Rovetta (1644-1668)
- Francesco Cavalli (1668-1676)
- Natale Monferrato (1676-1685)
- Giovanni Legrenzi (1685-1690)
- Giambattista Volpe (1690-1692)
- Gian Domenico Partenio (1692-1702)
- Antonio Biffi (1702-1736)
- Antonio Lotti (1736-1740)
- Antonio Pollarolo (1740-1747)
- Giacomo Giuseppe Saratelli (1747-1762)
- Baldassarre Galuppi (1762-1785)
- Ferdinando Bertoni (1785-1808)
- Bonaventura Furlanetto (1808-1811)
- Giovanni Agostino Perotti (1811-1855)
- Antonio Buzzolla (1855-1871)
- Nicolò Coccon (1871-1894)
- Lorenzo Perosi (1894-1898)
- Pietro Magri (1898-1899)
- Giulio Bas (1899-1900)
- Delfino Thermignon (1900-1921)
- Umberto Ravetta (1921-1926)
- Matteo Tosi (1926-1938)
- Gastone De Zuccoli (1938-1939)
- Luigi Vio (1939-1954)
- Alfredo Bravi (1954-1981)
- Roberto Micconi (1981-2000)
- Marco Gemmani depuis 2000

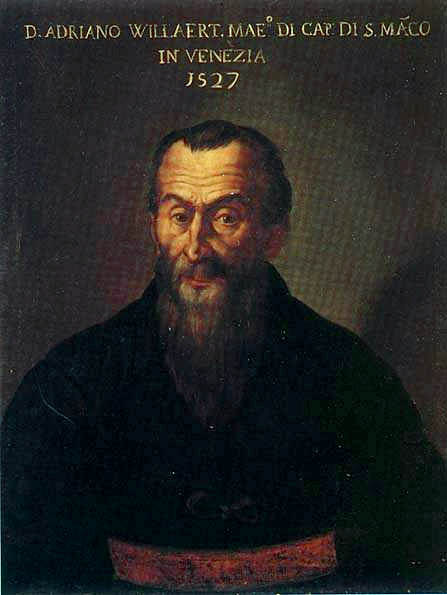
Adrien Willaert
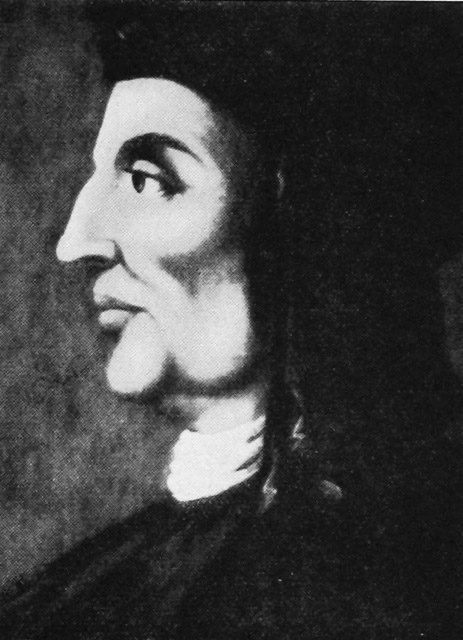
Gioseffo Zarlino
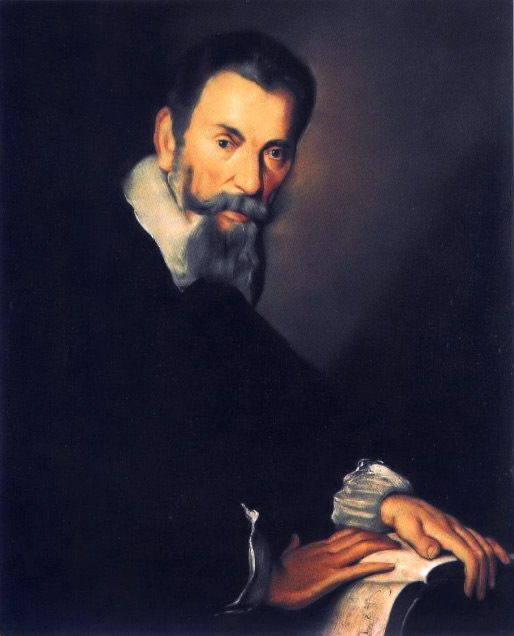
Claudio Monteverdi
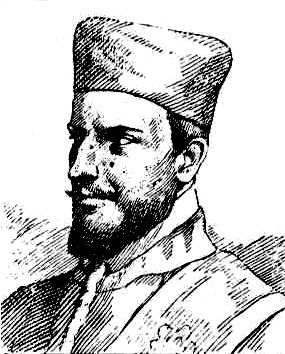
Francesco Cavalli
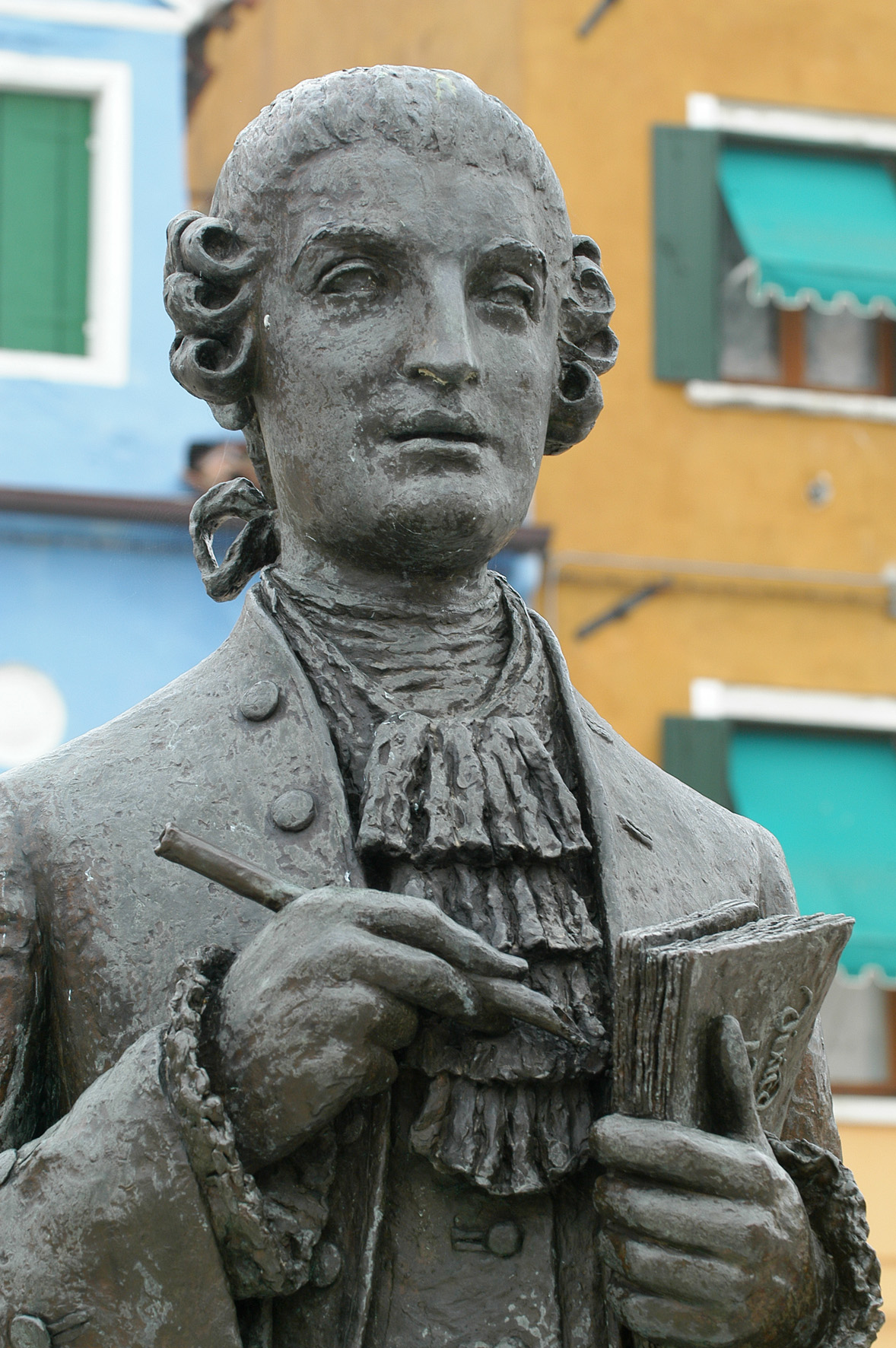
Baldassare Galuppi
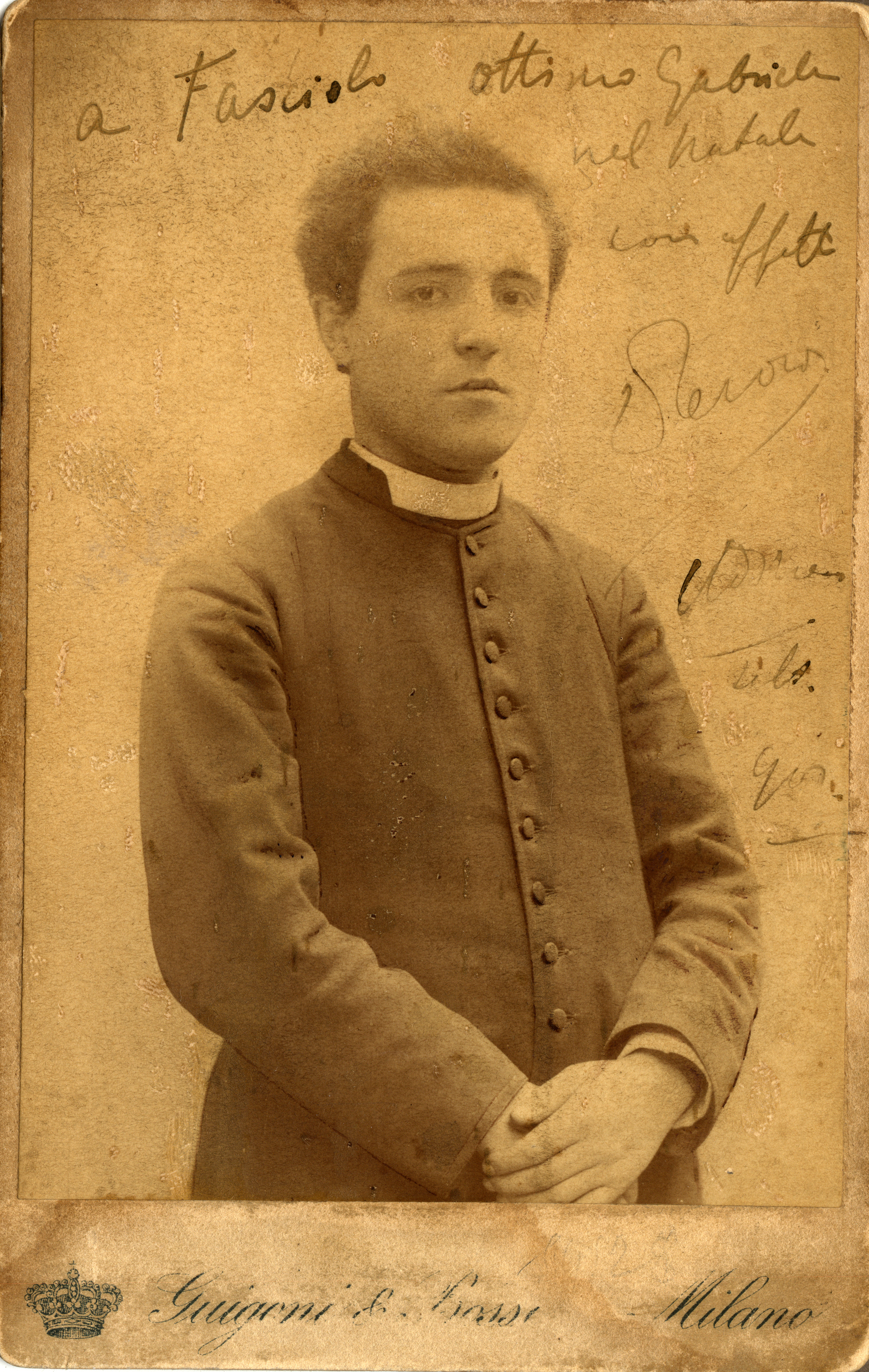
Don Lorenzo Perosi

### Premiers organistes
- Zucchetto (1316-1336)
- Francesco da Pesaro (1336-1369)
- Giandomenico Dattolo (1369-1375)
- Andrea da San Silvestro (1375-1379)
- Joannino Tagiapiera (1379-1389)
- Antonio de' Servi (1389-1397)
- Filippo (1397-1406)
- Zuanne (1406-1414)
- Antonio Romano (1414-1419)
- Bernardino (1419-1445)
- Bernardo di Stefano Murer (1445-1459)
- Bartolomeo di Batista de Vielmis (1459-1504)
- Zuan Maria di Marino (1504-1507)
- Dionisio Memmo (1507-1516)
- Giovanni Armonio (1516-1552)
- Annibale Padovano (1552-1566)
- Claudio Merulo (1566-1584)
- Andrea Gabrieli (1584-1585)
- Giovanni Gabrieli (1585-1612)
- Giampaolo Savi (1612-1619)
- Giovanni Battista Grillo (1619-1621)
- Francesco Usper (1621-1623)
- Carlo Filago (1623-1644)
- Massimiliano Neri (1644-1665)
- Francesco Cavalli (1665-1668)
- Giovanni Antonio Gianettini (1668-1669)
- Pietro Andrea Ziani (1669-1670)
- Giambattista Volpe (1678-1690)
- Giacomo Filippo Spada (1690-1706)
- Antonio Lotti (1706-1736)
- Giacomo Giuseppe Saratelli (1736)
- Agostino Bonaventura Coletti (1736-1752)
- Ferdinando Bertoni (1752-1785)
- Giovanni Battista Grazioli (1785-1821)
- Carlo Faggi (1821-1856)
- Nicolò Coccon (1856-1873)
- Giuseppe Manfrini (1873-1875)
- Andrea Girardi (1875-1895)
- Oreste Ravanello (1895-1904)
- Giovanni Pittau (1904-1956)
- Carmelo Pavan (1956-1975)
- Roberto Micconi (1975-2016)
- Pierpaolo Turetta (2016-2021)
- Alvise Mason depuis 2021

## Source de la traduction
- (it) Cet article est partiellement ou en totalité issu de l’article de Wikipédia en italien intitulé « Cappella Marciana » (voir la liste des auteurs).